# Davide Persico
Davide Persico (Cene, 1 april 2001) is een Italiaans wielrenner die in 2024 prof werd bij Bingoal WB. Zijn oudere zus Silvia is ook wielrenner.

## Carrière
In 2021 nam Perisco deel aan de Adriatica Ionica Race. In de eerste etappe sprintte hij, achter Elia Viviani, naar de tweede plaats. Een jaar later won hij de Circuito del Porto, een Italiaanse eendagskoers. In 2023 won Persico meerdere wedstrijden in het Italiaanse amateurcircuit. Daarnaast won hij, op UCI-niveau, de Popolarissima en een etappe in de Ronde van Istanbul.
In 2024 werd Persico prof bij Bingoal WB, de ploeg waar hij in het najaar van 2023 al stage had gelopen. Zijn eerste wedstrijdkilometers van het seizoen waren in Zuid-Amerika, waar hij aan de start stond van de Tour Colombia. In de openingsrit sprintte hij naar de tweede plaats, achter Fernando Gaviria.

## Overwinningen
2022
Circuito del Porto
2023
Popolarissima
3e etappe Ronde van Istanbul
2024
6e etappe Ronde van het Qinghaimeer

## Ploegen
- 2020 –  Team Colpack Ballan
- 2021 –  Team Colpack Ballan
- 2022 –  Team Colpack Ballan
- 2023 –  Team Colpack Ballan CSB
- 2023 –  Bingoal WB (stagiair vanaf 1 augustus)
- 2024 –  Bingoal WB
- 2025 –  Wagner Bazin WB

Blouwe · De Maeght · De Tier · Desal · Guerin · Lauk · Malucelli · Meens · Mertens · Mertz · Peyskens · Robeet · Salby · Teugels · Tizza · Van Boven · Van der Beken · Van Keirsbulck · Van Rooy · Vandepitte · Matthys (stagiair) · Persico (stagiair)
Blouwe · De Meester · De Tier · Desal · Matthys · Meens · Mertens (tot 31/5) · Persico · Peyskens · Portsmouth · Salby · Teugels · Tizza · Van Boven · Van der Beken · Van Rooy · Vandepitte · Vermoote · Villa · Vliegen · Weemaes · Van Petegem (stagiair)